# 65丁目駅 (INDクイーンズ・ブールバード線)
65丁目駅（65ちょうめえき、英語: 65th Street）は、クイーンズ区ウッドサイドの65丁目-ブロードウェイ交差点に位置するニューヨーク市地下鉄INDクイーンズ・ブールバード線の駅である。E系統が深夜のみ、M系統が平日、R系統が深夜を除く終日停車する。

## 歴史
当路線は初めてINDが建設した路線の一つであった。この際に公共事業局が建設に2500万ドル出資した。
1933年8月19日、当路線がジャクソン・ハイツ-ルーズベルト・アベニュー駅から50丁目駅まで開通した際に当駅は開業した。

## 駅構造
| G          | 地上階                       | 出入口 |
| M          | 改札階                       | 改札口、駅員詰所、メトロカード自動券売機 |
| P ホーム階 | 相対式ホーム、右側ドアが開く | 相対式ホーム、右側ドアが開く |
| P ホーム階 | 南行緩行線                   | ← 深夜帯：ワールド・トレード・センター駅行き（ノーザン・ブールバード駅） ← 平日23時まで：ミドル・ヴィレッジ-メトロポリタン・アベニュー駅行き（ノーザン・ブールバード駅） ← ベイ・リッジ-95丁目駅行き（ノーザン・ブールバード駅） |
| P ホーム階 | 南行急行線                   | ← 深夜帯以外：通過 ← 通過 |
| P ホーム階 | 北行急行線                   | → 深夜帯以外：通過 → → 通過 → |
| P ホーム階 | 北行緩行線                   | → 深夜帯：ジャマイカ・センター駅行き（ジャクソン・ハイツ-ルーズベルト・アベニュー駅）→ フォレスト・ヒルズ-71番街駅行き（ジャクソン・ハイツ-ルーズベルト・アベニュー駅）→                                                         |
| P ホーム階 | 相対式ホーム、右側ドアが開く | |

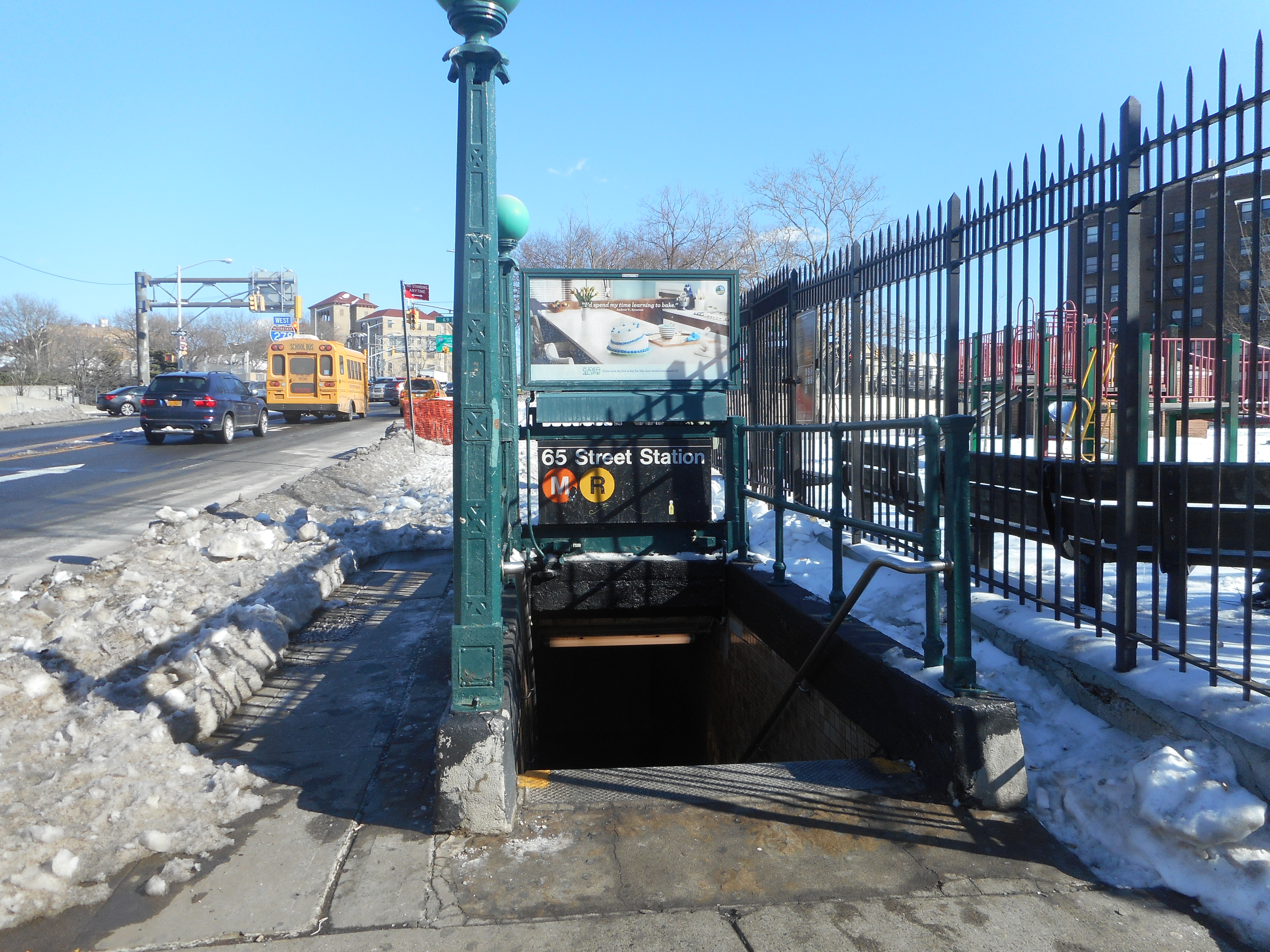
入口

駅は相対式ホーム2面4線の駅で、急行線はE系統が深夜を除く終日に、F系統が終日使用している。
改札はホーム上にあるが、改札にある案内標識が南北ホームで異なっている。これは開業時にかつてロッカウェイ方面への延伸を見越して"Jamaica and Rockaway"と書かれた案内標識が北行ホーム側にあったためであるが、現在はロッカウェイ方面へは直接地下鉄で行くことができない。このため、この標識は2001年に覆い隠されてしまった。南行ホーム側の標識は開業時からのものが使用されている。また、タイルは紫色となっている。
駅の西側で緩急線が分岐し、緩行線はブロードウェイを直進しノーザン・ブールバード駅へ向かうが、急行線はノーザン・ブールバードの下へ移る。両線は36丁目駅手前で合流する。

### 出口
現在使用中の改札はホーム東端から繋がる1か所のみである。地上へは65丁目とブロードウェイ交差点の北東、南東に通じる階段が1つずつあるが、かつては各ホーム西端にも改札があった。また、北東の出口にはIND様式で"Rowan Street"（ローワン・ストリート、65丁目の旧称）と書かれた標識がある。